# Skänninge-Allhelgona församling
Skänninge-Allhelgona församling var en församling i Linköpings stift inom Svenska kyrkan i Mjölby kommun i Östergötlands län. Församlingen uppgick 2010 i en återbildad och utökad Skänninge församling.
Folkmängd i församlingen var 2006 3 619 invånare.

## Administrativ historik
Församlingen bildades den 1 januari 2006 genom sammanslagning av Skänninge församling och Allhelgona församling. 2010 uppgick församlingen i en återbildad och utökad Skänninge församling Församlingen var moderförsamling i Skänninge pastorat. 
Församlingskod var 058603

## Series pastorum
| Ämbetstid | Namn            | Levnadstid | Övrigt |
| --------- | --------------- | ---------- | ------ |
| 1986-2009 | Stig Witthammar | 1948-      |        |

## Klockare, kantorer och organister
| Ämbetstid | Namn        | Levnadstid | Övrigt   |
| --------- | ----------- | ---------- | -------- |
| 2006-2009 | Fredrik Alf | 1968-      | Organist |

## Församlingens kyrkor
- Vårfrukyrkan